# Chiesa di San Martino Vescovo (Camugnano)
La chiesa di San Martino Vescovo, o anche più semplicemente solo chiesa di San Martino, è la parrocchiale di Camugnano, in città metropolitana e arcidiocesi di Bologna; fa parte del vicariato dell'Alta Valle del Reno.

## Storia
Ignote sono le origini della primitiva cappella di San Martino Vescovo di Camugnano; la prima citazione che ne attesta l'esistenza, tuttavia, risale al 1378.
Nel 1616 l'edificio venne interessato da un intervento di ricostruzione per interessamento di don Giovanni Bacialli; alla fine di Seicento don Bartolomeo Bacialli curò l'esecuzione di ulteriori lavori di completamento.
La parrocchiale fu riedificato nel 1889; la facciata è invece più recente, essendo stata realizzata nel 1944, e tre anni dopo si ricostruì il campanile.
Nel 1980, per adeguare la chiesa alle norme postconciliari, si procede a installare nel presbiterio l'altare rivolto verso l'assemblea e l'ambone.

## Descrizione

### Esterno
La facciata a salienti della chiesa, rivolta a ponente, è suddivisa da una cornice marcapiano in due registri, entrambi scanditi da lesene tuscaniche; quello inferiore presenta centralmente il portale d'ingresso lunettato, mentre quello superiore, affiancato da volute, è caratterizzato da un finestrone a tutto sesto e coronato dal timpano dentellato.
Annesso alla parrocchiale è il campanile a base quadrata, la cui cella presenta su ogni lato una monofora ed è coronata dalla guglia piramidale.

### Interno
L'interno dell'edificio si compone di un'unica navata, sulla quale si affacciano le cappelle laterali, un ambiente di servizio e il vano del fonte battesimale e le cui pareti sono scandite da paraste sorreggenti il cornicione si imposta la volta a botte lunettata; al termine dell'aula si sviluppa il presbiterio, sopraelevato di un gradino, coperto con volta a vela e chiuso dall'abside quadrata.
La pala dell'altare maggiore, che raffigura San Martino con San Giovanni Evangelista e Lorenzo, risale al primo Seicento ma il suo autore non è ancora stato identificato, anche se probabilmente è lo stesso della pala dell'altare maggiore della parrocchiale di Castel di Casio.